# Доне-Колибе
Доне-Колибе (серб. Доње Колибе / Donje Kolibe) — село в общине Брод Республики Сербской Боснии и Герцеговины. Население составляет 331 человек по переписи 2013 года.